# Venera 4
Venera 4 (russo: Венера-4) fu una sonda spaziale sovietica del programma per l'esplorazione del pianeta Venere.
Essa fu lanciata il 12 giugno 1967 alle 2:40 ora di Greenwich, a bordo di un vettore Molniya dal cosmodromo di Bajkonur, con la missione di effettuare studi diretti all'interno dell'atmosfera venusiana.
La sonda pesava 1106 kg, ed era composta di una strumentazione fissa e di una capsula-laboratorio da sganciare nell'atmosfera. Nella sonda si trovava un magnetometro, sensori di raggi cosmici, spettrometri per il rilevamento di idrogeno e ossigeno e trappole per particelle ionizzate elettricamente cariche (vento solare); nella capsula vi erano due termometri, un barometro, un altimetro radio, un misuratore di densità atmosferica, 11 analizzatori per gas e due radiotrasmittenti a onde corte.
Il 18 ottobre 1967 la capsula fu sganciata nell'atmosfera venusiana: il modulo rispose correttamente durante l'ingresso, la frenata in caduta (per mezzo un paracadute), fino a che raggiunse un'altezza di 24,96 km. Da quel momento in poi, si considera che il piccolo laboratorio in caduta fosse irrimediabilmente danneggiato dai gas e dalla pressione.
Il punto stimato d'impatto è vicino a 19° N, 38° E.
Il Venera 4 fu la prima sonda capace di effettuare analisi dirette di un ambiente extraterrestre. Ne risultò una stratigrafia chimica dell'atmosfera venusiana, che sappiamo composta in gran parte di anidride carbonica con una piccola percentuale di azoto. Nonostante la capsula non fosse più in grado di funzionare al momento in cui toccò il suolo, rilevazioni mostrarono l'altissima temperatura del pianeta e che la densità dei gas era molto più alta di quanto ci si aspettava.